# Bitwarden
Bitwarden è un software libero di gestione delle password. Ha il compito di preservare informazioni sensibili (come le password) in una cassaforte digitale, cifrata. La piattaforma di Bitwarden offre molte applicazioni client, come un sito internet, applicazioni per PC, smartphone ed estensioni per browser.

## Storia
Bitwarden nasce nell'agosto del 2016, con una prima versione dedicata all'ambito mobile di iOS e Android e come estensione per i browser Chrome e Opera. Nel febbraio 2017 nasce anche l'estensione per Firefox.
Nel gennaio del 2018 una versione dell'estensione viene adottata anche da Safari.
Febbraio 2018, Bitwarden debutta come app desktop per macOS, Linux e Windows. Un mese dopo l'estensione viene adottata anche da Microsoft Edge.
Nel maggio 2018 Bitwarden rilascia anche un'applicazione command-line.

## Funzionamento
Bitwarden permette di creare una sorta di cassaforte software di informazioni sensibili, accessibili solo dall'utente che conosce la password per aprire la cassaforte. La master-password, che tiene chiusa la cassaforte una password complessa che garantirà l'accesso alla propria cassaforte. All'interno dell'applicazione l'utente potrà elencare ogni singola password legata al nome utente e al sito dove ha fatto il login: in questo modo non sarà necessario ricordarsi le password perché di questo si occuperà Bitwarden. 
È possibile usare Bitwarden su più dispositivi, sincronizzando le password salvate. 
Il software cripta tutte le password elencate al suo interno, in modo da avere una sicurezza ulteriore.
Bitwarden ha la possibilità di generare password sicure per l'utente, basterà infatti che venga indicata il numero dei caratteri e la tipologia di caratteri che si vogliono utilizzare.

## Caratteristiche
- Open-source
- Sincronizzazione con il cloud
- Cripta informazioni riguardanti login, carte di credito, documenti d'identità e note testuali
- Crittografia end-to-end
- Cronologia delle password, in modo tale da poter visualizzare anche quelle usate in passato
- Auto-riempimento durante i login
- Generatore automatico di password
- Test della forza di una password
- Autenticazione a due fattori
- Data breach reports basati sul sito Have I Been Pwned?
- Generatore di codici e deposito di chiavi TOTP
- Applicazioni cross-platform